# Ar Falz
 (août 2025).
Si vous disposez d'ouvrages ou d'articles de référence ou si vous connaissez des sites web de qualité traitant du thème abordé ici, merci de compléter l'article en donnant les références utiles à sa vérifiabilité et en les liant à la section « Notes et références ».
Ar Falz (« la faucille ») est une organisation bretonne progressiste et laïque, créée pour développer et favoriser l'enseignement du breton. C'est également le nom de la revue publiée par cette association.

## Histoire

### Origines et revendications

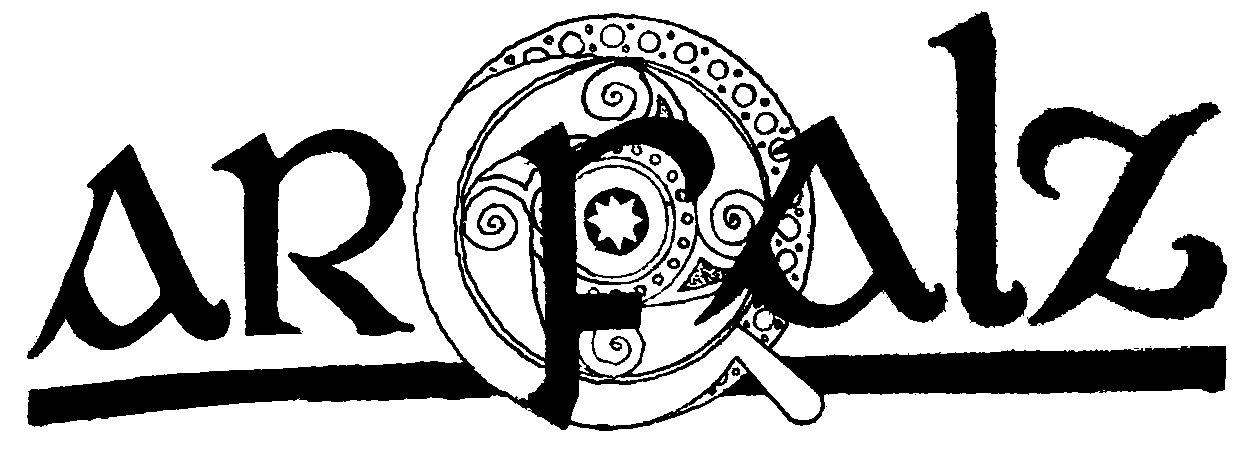
Logo utilisé par la revue en 1935

L'association est créée en janvier 1933 par Yann Sohier.
La revue du même nom est le « bulletin mensuel des instituteurs laïques partisans de l'enseignement du breton ». La gérante en est Fant Rozec (Meavenn). Ar Falz est soutenu par Marcel Cachin. Yann Kerlann est l'un des principaux collaborateurs de la revue dès ses débuts, en particulier pour les articles d'histoire et de mathématiques en breton, et sera choisi comme successeur de Yann Sohier, à la mort de ce dernier en 1935.
Ar Falz milite pour l'enseignement du breton, considéré par l'administration française comme la « langue des ploucs et des poules ». Son programme est résumé dans son premier bulletin de liaison :
1. Revendication de l'enseignement du breton comme « langue véhiculaire de l'enseignement ».
2. Rejet de la méthode dite « du français par le breton » : méthode préconisée par les régionalistes et par le clergé, pédagogiquement impraticable à l'école primaire, vu les différences extrêmes entre le génie des deux langues.
3. Rejet d'un système bilingue donnant la priorité au français, système qui n'aurait pour résultat que d'isoler le peuple breton dans une langue de culture réduite.

En 1945, Ar Falz propose de reprendre aux laïques de Bretagne la pétition interrompue par la guerre, en faveur de l'enseignement de la langue bretonne. En particulier, la campagne « Ar brezhoneg er skol » (« le breton à l'école ») est soutenue par un très grand nombre de communes bretonnes. Mais comme bien d'autres initiatives (telles la grande pétition populaire d'Emgleo Breiz qui rassemble plusieurs centaines de milliers de signatures en 1967, cette initiative ne rencontre que le mépris et l'indifférence de la part des pouvoirs publics français.

### La dormance puis le réveil
Le mouvement est mis en sommeil durant la Seconde Guerre mondiale.
Une fois celle-ci finie, l'association est relancée par les militants issus de la résistance, tels Armand Keravel et René-Yves Creston avec le soutien de Marcel Cachin du PCF. Pendant un temps, son président est Pierre-Jakez Hélias.
En 1950, Ar Falz participe à la création de Kendalc'h, une confédération de cercles celtiques, et est membre de l'association Emgleo Breiz.

### Ar Falz et Skol Vreizh depuis 1950
Alors que les années 1950 voient la révolution agricole transformer la société basse-bretonne, qui passe d'une paysannerie bretonnante à une société d'agriculteurs francophones, les années 1960 et 1970 voient la culture bretonne perdre le discrédit accolé à l'image d'une culture paysanne grâce à l'action de Glenmor, Gilles Servat, Alan Stivell et bien d'autres.
Ar Falz crée alors Skol Vreizh (« l'école bretonne ») afin de créer et publier du matériel pédagogique. De supplément d'Ar Falz, Skol Vreizh devient une revue trimestrielle autonome. Skol Vreizh se structure ensuite en maison d'édition associée à Ar Falz ; elle édite notamment une série de livres dans la collection Histoire de la Bretagne et des Pays Celtiques, mais aussi des ouvrages de référence en linguistique, tels que les dictionnaires et grammaire de Francis Favereau.
En 1967, Ar Falz participe à la création de War 'l leur (« war al leur » : « sur l'aire » -- initialement aire à battre, devenue aire à danser), l'une des deux confédérations de cercles celtiques avec Kendalc'h.
En 1969, Ar Falz crée avec l'Union démocratique bretonne (UDB) et la Jeunesse étudiante bretonne (JEB) le mouvement Galv, comité d'action progressiste pour la langue bretonne.
Sous la présidence de Paolig Combot, l'association Ar Falz et la maison d'édition Skol Vreizh s'installent en 2002 dans de nouveaux locaux au centre-ville de Morlaix, dans l'ancienne manufacture de tabac réhabilitée.